# 希臘棒球代表隊
希臘棒球代表隊為棒球國際賽事中代表希臘的棒球運動代表隊，由希臘棒壘球協會所管理。

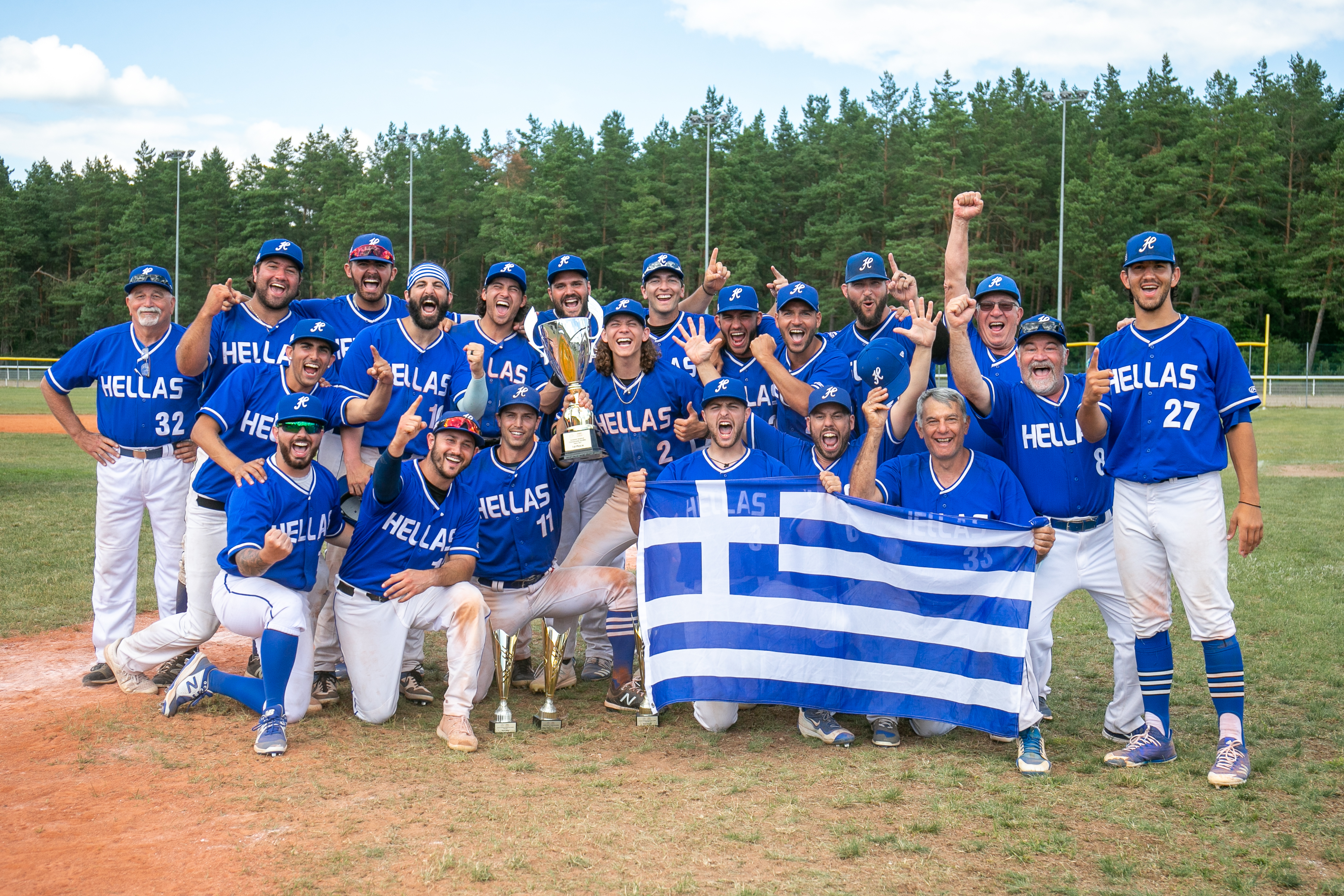
希臘於2021年歐錦賽資格賽中擊敗立陶宛晉級會內賽。

## 雅典奧運
由於2004年奧運於希臘雅典舉辦，因此希臘以地主國的身分獲得參賽資格，然而希臘國內從事棒球人口有限，實力不如其他參賽國。儘管如此，由於奧運的國籍認定較為寬鬆，因此希臘得以招募希臘裔美國球員加入球隊，如後來進入美國職棒的尼克·馬卡克斯。最終希臘在賽會中以1勝6負作收，排名為僅優於義大利的第7名。

## 國際賽事

### 奧運
| 屆次 | 排名  |
| ---- | ----- |
| 2004 | 第7名 |

### 歐錦賽
| 屆次 | 排名   |
| ---- | ------ |
| 2003 | 亞軍   |
| 2005 | 第9名  |
| 2010 | 殿軍   |
| 2012 | 第7名  |
| 2014 | 第10名 |
| 2016 | 第11名 |
| 2021 | 第14名 |
| 2023 | 第13名 |

### 世界盃
| 屆次 | 排名   |
| ---- | ------ |
| 2011 | 第16名 |

## 外部連結
- Hellas baseball